# Терское отделение Императорского русского технического общества

Печать Императорского Русского Технического Общества: «Мера, вес, число»

Терское (Грозненское) отделение Императорского Русского технического общества (аббр. — (ТОИРТО) или РТО) было создано для взаимного обмена мыслями по вопросам техники, занималось научным и техническим развитием Грозненских нефтяных месторождений. Основано 20 ноября 1899 года в Грозном Терской области.

## История
Развитие нефтяной отрасли сразу же вошло в число главных направлений Русского технического общества: рост экономики страны увеличивал потребление нефти.
В крупных нефтяных центрах России возникли местные отделения РТО, которые связывали областную научно-техническую интеллигенцию, внося важный вклад в развитие нефтяной промышленности.
В январе 1876-го, в Русском техническом обществе была организована комиссия по вопросу «Об устранении препятствий к развитию нефтяного промысла», в состав которой вошли Д. И. Менделеев К. И. Лисенко, Л. Э. Нобель, В. И. Рагозин и др. На Северный Кавказ отправили профессора Горного института К. И. Лисенко. Комиссия под руководством Конона Лисенко в том же году создает в Тифлисе отделение РТО.
В начале 1879 года был учрежден Бакинский отдел (БОИРТО), общество которого насчитывало 122 члена.
В 1895 году с целью изучения Грозненских нефтяных месторождений посетил ученый-химик Д. И. Менделеев.
20 ноября 1899 года в Грозном было основано Терское отделение Императорского русского технического общества (ТОИРТО) «для взаимного обмена мыслями по вопросам техники».
Общество всецело занималось нефтью, нефтепромышленностью. В этой области ими сделано много ценных работ, улучшающих положение грозненской нефтепромышленности.

## Деятельность
Инженеры Терского общества занимались подробным изучением запасов Грозненского нефтяного района: состав полезных ископаемых, по глубине залегания пластов, состояния газоносности. Главными вопросами были, включавшие в себя внедрение новых технологий по добыче нефти, в отрасли бурения скважин, решение задач с обводнением пластов нефтеносность горизонтов. Терское общество вплоть до революции возглавлял И. Н. Стрижов, в дальнейшем профессор Московского нефтяного иститута.
Иван Стрижов утверждал, что Терское отделение «должно служить центром местной научной мысли и взять на себя функции общества по развитию передовых нефтяных технологий». Его доклады на общественных собраниях отдела имели большое значение в нефтепромышленном научном мире: «О запасах нефти в Грозненском нефтегазоносном районе», «Новые данные по геологии в Грозненском нефтяном районе», «Новое правило относительно сверления отверстий в обсадных трубах на нефтяных промыслах». В 1910 году его статья «Грозненские нефтяные месторождения» была опубликована в Английском журнале «Нефтяное обозрение».
В статье написанной в 1923 году, вновь вспоминая свой доклад 1902 года, И. Стрижов отмечает, что «известный способ Смитс-Денна и „Мариетта“ состоящий в том, что нефтяные пласты накачиваются воздух через некоторые скважины, благодаря чему сильно повышается добыча соседних скважин, впервые был изобретен не в Америке, а в Грозном».

### Члены общества
В Терском отделении ИРТО состояли известные специалисты российского нефтяного дела: горные инженеры А. Булгаков, Е. Юшкин, А. Коншин, Л. Баскаков, инженеры-технологи В. Дроцовский, Щеповский, инженер-механик И. Анисимов, кандидат наук Санкт-Петербургского университета К. Харичков, техник Н. Лавров, изобретатель Ф. Инчик и другие.

## Научный журнал общества
Обществом выпускался передовой научно-технический журнал «Труды Терского отделения императорского Русского технического общества»
Журнал стал первым печатным изданием, выпускавшийся с 1900 по 1914 год в Грозном. Он был рассчитан для узкого круга специалистов, занятых в нефтяной промышленности. Издание сыграло большую роль в развитии научно-технической мысли и становлении местной периодической печати.
Первый номер периодического издания вышел в свет в 1900 году и был отпечатан в Грозном в частной типографии С. И. Тюкова. Главными редакторами журнала были в разное время Е. М. Юшкин, И. Н. Стрижов. В него вошли доклады и сообщения, сделанные в ходе заседаний и собраний Терского отделения общества в 1899—1914 годах.
После революции «Терское отдел императорского Русского технического общество» (ТОИРТО) продолжал работать в условиях нового государственного строя, однако летом 1929 года общество прекратило свою деятельность.